# Quadrelle
Quadrelle es uno de los 119 municipios o comunas ("comune" en italiano) de la provincia de Avellino, en la región de Campania. Con cerca de 1.574 habitantes, según el censo de 2005, se extiende por una área de 6 km², teniendo una densidad de población de 262 hab/km². Linda con los municipios de Mercogliano, Mugnano del Cardinale, Sirignano, y Summonte.

## Demografía
| Gráfica de evolución demográfica de Quadrelle entre 1861 y 2001 |
|                                                                 |
| Fuente ISTAT - elaboración gráfica de Wikipedia                 |

- Datos: Q55083
- Multimedia: Quadrelle / Q55083

1. ↑  Worldpostalcodes.org, código postal n.º 83020.
2. ↑  «Codici Catastali». Comuni-italiani.it (en italiano). Consultado el 29 de abril de 2017.